# Nova versió

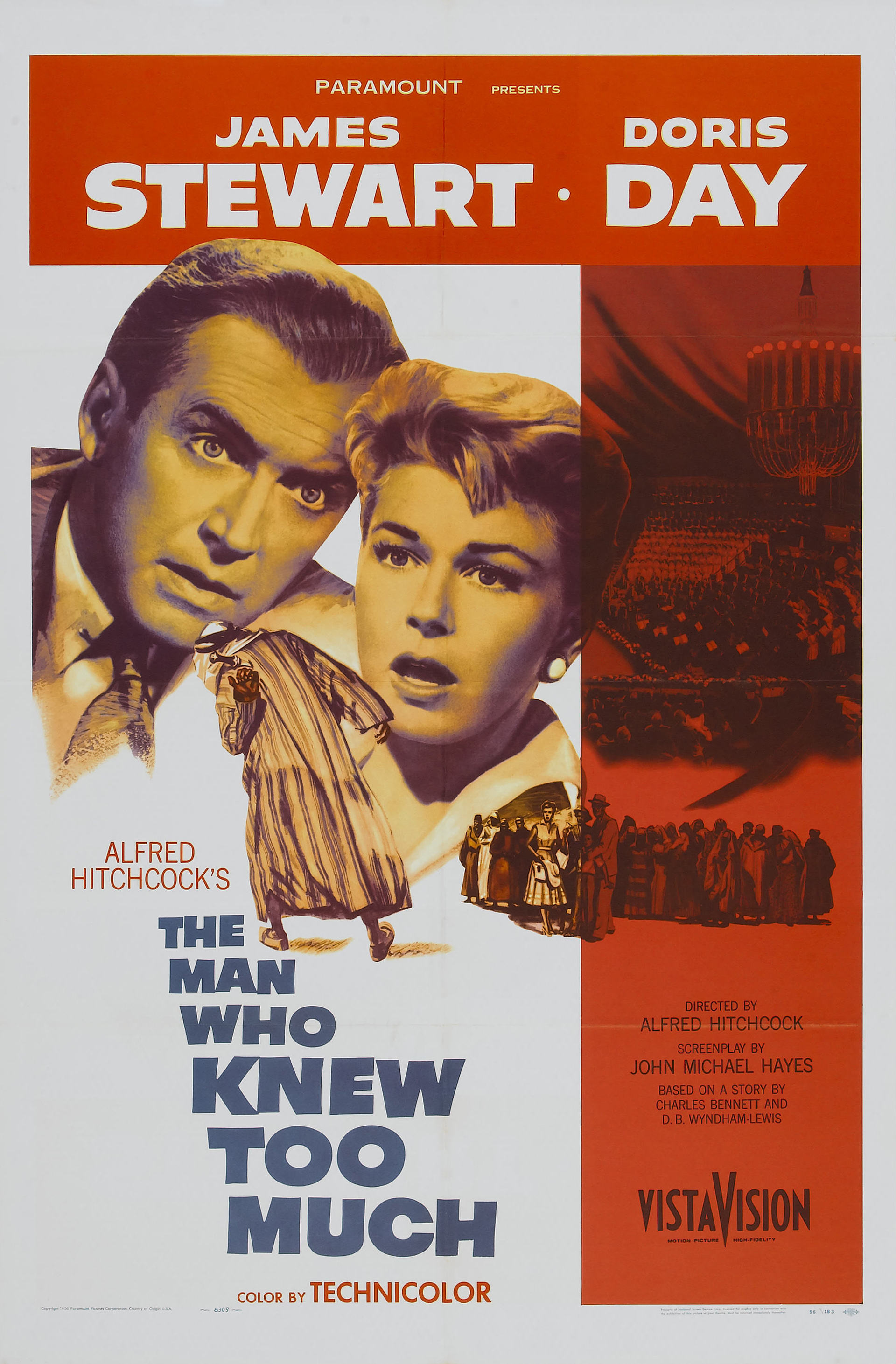
La pel·lícula de 1956 de L'home que sabia massa és una adaptació de la pel·lícula de 1934 del mateix nom. Les dues pel·lícules foren rodades per Alfred Hitchcock.

Una nova versió o remake (anglicisme, del verb to remake, "refer") defineix, en llenguatge del cinema, una pel·lícula adaptada a partir d'una altra existent anteriorment. El nou contingut sol ser molt fidel a l'original, encara que aquest fet variï en funció de diversos factors, com ara la tria dels nous realitzadors i productors o els objectius de la nova versió.
Les noves versions sempre han existit en la història del cinema. La raó per a refer una pel·lícula pot correspondre a diverses motivacions. Una de les principals és la possibilitat de millorar l'eficàcia de la història gràcies a l'evolució tecnològica: moltes pel·lícules han estat refetes amb l'aparició del cinema sonor o del color, o amb l'evolució de les tècniques que permeten la creació dels efectes especials.
Fer una nova versió també pot permetre presentar una pel·lícula poc coneguda (per la seva antiguitat o per estar feta en un país estranger) o modificar "l'esperit" d'una antiga obra, tot fent tries ideològiques o polítiques en la nova versió.
Una altra raó és la de minimitzar la presa de riscos econòmics, recolzant-se en l'èxit d'una pel·lícula cèlebre. El cinema nord-americà, a més, recorre sistemàticament a la nova versió quan vol adaptar pel·lícules estrangeres, ja que el seu públic no està acostumat als subtítols i que el doblatge s'utilitza molt poc.
Des d'un punt de vista cinèfil, les noves versions tenen l'interès de presentar una altra visió de l'obra inicial, revelant per exemple les diferències entre dos contexts històrics i socials.

## Exemples de noves versions
- Quo Vadis, 1902 (Lucien Nonguet i Ferdinand Zecca); 1912 (Enrico Guazzoni); 1925 (Gabriellino D'Annunzio i Georg Jacoby); 1951 (Mervyn LeRoy); 2001 (Jerzy Kawalerowicz).
- Ben-Hur, 1907 (Sidney Olcott); Ben-Hur, 1925 (Fred Niblo); Ben Hur, 1959 (William Wyler) o la versió de 2016 de Timur Bekmambetov.
- Donetes, des del 1917 se n'han fet almenys nou versions.
- Oliver Twist, des del 1922 se n'han fet vuit versions.
- Nosferatu, eine Sinfonie des Grauens, 1922 (F.W. Murnau); Nosferatu, fantasma de la nit, 1979 (Werner Herzog).
- The Ten Commandments, 1923 (Cecil B. DeMille); Els Deu Manaments, 1956 (Cecil B. DeMille).
- King Kong, 1933 (Merian C. Cooper & Ernest B. Schoedsack); 1976 (John Guillermin); 2005 (Peter Jackson).
- Cleopatra, 1934 (Cecil B. DeMille); Cleòpatra 1963 (Joseph L. Mankiewicz).
- The Four Fathers, 1939 (Zoltan Korda); Tempesta sobre el Nil, 1955 (Zoltan Korda); 1977 (Don Sharp); 2002 (Shekhar Kapur).
- Les relacions perilloses, des del 1959 fins al 2009 se n'han fet sis versions diferents.
- La quadrilla dels onze, 1960 (Lewis Milestone); Ocean's Eleven, 2001 (Steven Soderbergh)
- Yojimbo, 1961 (Akira Kurosawa); Per un grapat de dòlars, 1962 (Sergio Leone); L'últim home, 1996 (Walter Hill).
- Abre los ojos, 1997 (Alejandro Amenábar); Vanilla Sky, 2001 (Cameron Crowe).
- Infernal Affairs, 2002 (Wai Keung Lau & Siu Fai Mak); Infiltrats, 2006 (Martin Scorsese).
- REC, 2007 (Jaume Balagueró i Paco Plaza); Quarantine, 2008 (John Erick Dowdle).

## Televisió
A la televisió també s'anomena "remake" la nova versió d'un programa prèviament llançat, o una versió local d'alguna sèrie originària d'un altre país. Es produeixen amb menys freqüència que al cinema. Alguns exemples són Battlestar Galactica (1978, 2003), He-Man and the Masters of the Universe (1983,2002), Knight Rider (1982, 2008), La Femme Nikita (1997, 2010), Melrose Place, Beverly Hills 90210, V(1983, 2009), Hawaii Five-O (1968, 2010), and Charlie's Angels (1976, 2011).

## Videojocs
Igualment, el terme s'utilitza per als videojocs, fent referència a la nova versió d'un joc precedent, al qual se li afegeixen en general detalls nous i millores en els gràfics i el so. En alguns remakes es pot canviar quasi completament tot el joc original com a Metroid: Zero Mission o Silent Hill: Shattered Memories. En alguns altres només s'afegeix algun contingut addicional o s'adapta a noves consoles o sistemes operatius. També hi ha alguns que fan una barreja de les dues opcions anteriors com per exemple Final Fantasy remake per la Nintendo DS. Les noves versions de videojocs poden ser també una millora de la tecnologia per perfeccionar els gràfics com el canvi de Nintendo dels jocs de Nintendo 64 al 3D via Nintendo 3DS.

## Re-imaginar o renovar
En els 2000s el terme reimagine (o re-imaginar) va esdevenir-se molt popular dins del món dels remakes. Aquest terme servia per referir-se a noves versions però que no seguien la versió original. Aquest terme va ser utilitzat pels encarregats de màrqueting en les pel·lícules i televisió per informar a les audiències que el producte que treien no era el mateix que el vell. Les produccions contenen normalment referències a les obres originals en forma de noms o conceptes diferents. Per exemple, a Tin Man, un re-imaginat del Màgic d'Oz; la protagonista s'anomena DG, fent referència a Dorothy Gale, la protagonista del llibre infantil.
Algunes produccions conegudes són: 
- Tim Burton, Planet of the Apes
- Nora Ephron, Bewitched
- Marcus Niespel, The Texas Chainsaw Massacre i Friday the 13th
- Samuel Bayer, A nightmare on Elm Street

Aquesta pràctica també es pot donar en videojocs o altres mitjans com els còmics o fins i tot la música